# 锡亚东查
锡亚东查（西班牙語：Ciadoncha）是西班牙卡斯蒂利亚-莱昂布尔戈斯省的一个市镇。总面积15平方公里，总人口116人（2001年），人口密度8人/平方公里。